# Marc Corneli Maluginense (censor)
Marc Corneli Maluginense (llatí: Marcus Cornelius P. F. P. N. Maluginensis) va ser un magistrat romà.
Va ser nomenat censor l'any 393 aC per substituir a Gai Juli Jul que havia mort aquell any durant l'exercici del càrrec. En el seu lustrum Roma va ser ocupada pels gals i, en ser considerada l'elecció com de mal auguri, en endavant ja no es va elegir més un censor substitut si algun moria durant l'exercici del càrrec.